# 克雷庞
克雷庞（法語：Crépand，法語發音：[kʁepɑ̃]）是法国科多尔省的一个市镇，位于该省西北部，属于蒙巴尔区。

## 地理
克雷庞（47°36'41"N, 4°18'36"E）面积5.79 平方千米，位于法国勃艮第-弗朗什-孔泰大區科多尔省，该省份为法国中东部省份，北起奥布省，西接涅夫勒省和约讷省，南至索恩-卢瓦尔省，东南接汝拉省，东临上索恩省，东北部与上马恩省接壤。
与克雷庞接壤的市镇（或旧市镇、城区）包括：蒙巴尔、坎斯罗、圣日耳曼莱瑟纳伊、瑟纳伊、蒙蒂尼-蒙福尔。
克雷庞的时区为UTC+01:00、UTC+02:00（夏令时）。

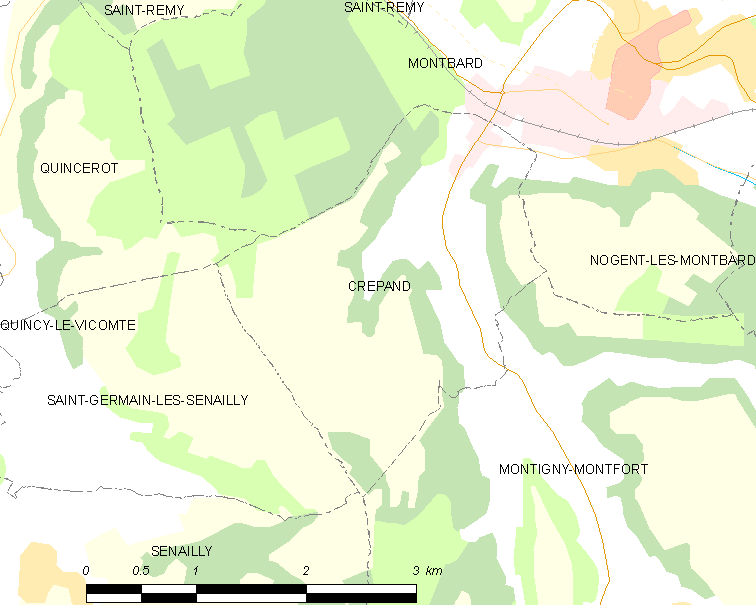
克雷庞的OSM定位图

## 行政
克雷庞的邮政编码为21500，INSEE市镇编码为21212。

## 政治
克雷庞所属的省级选区为蒙巴尔县。

## 交通
科多尔省省道D4E线和D980线在境内交汇。

## 人口

1962-2008年间克雷庞人口变化图示

克雷庞于2022年1月1日时的人口数量为317人。